# Gorny Institoet (metrostation)
Gornyj Institoet (Russisch: Горный институт) is een metrostation aan de westelijke zijde van lijn 4 in Sint-Petersburg dat op 27 december 2024 werd geopend. De naam betekent mijnbouwinstituut en verwijst naar de mijnbouwuniversiteit die bij het plein ligt waar het station gebouwd wordt. Het is de bedoeling dat in 2030 het eerste deel van de ringlijn hier haar westelijke eindpunt krijgt. Voor de verdere toekomst is een verlenging van lijn 4 naar het noorden via Zenit gepland. 

(Gornyj Institoet) · 
(Teatralnaja) · 
Spasskaja   · 
Dostojevskaja  · 
Ligovski prospekt · 
Plosjtsjad Aleksandra Nevskogo 2  · 
Novotsjerkasskaja · 
Ladozjskaja  · 
Prospekt Bolsjevikov · 
Oelitsa Dybenko · 
(Koedrovo)